# ارکلیا بودزاک
ارکلیا بودزاک (انگلیسی: Ericleia Bodziak؛ زادهٔ ۲۶ سپتامبر ۱۹۶۹) بازیکن والیبال اهل لهستان است.